# Yvon Mougel
Yvon Mougel (Cornimont, 25 de mayo de 1955) es un deportista francés que compitió en biatlón.
Ganó una medalla de bronce en el Campeonato Mundial de Biatlón de 1981, en la prueba de velocidad.
Participó en tres Juegos Olímpicos de Invierno, ocupando el séptimo lugar en Innsbruck 1976, en la prueba de relevos, en Lake Placid 1980 el quinto lugar en relevos y el sexto en la prueba individual, y en Sarajevo 1984 el cuarto lugar en la prueba individual y el sexto en velocidad.

## Palmarés internacional
| Campeonato Mundial | Campeonato Mundial | Campeonato Mundial | Campeonato Mundial |
| Año                | Lugar              | Medalla            | Prueba             |
| ------------------ | ------------------ | ------------------ | ------------------ |
| 1981               | Lahti (Finlandia)  | Medalla de bronce  | Velocidad          |